# Sudamericana (álbum)
Sudamericana es el título del álbum de la banda uruguaya Santé Les Amis. Fue grabado en 2012, en Montevideo.
Tiene 11 temas, cantados en español e inglés. El primer sencillo es una canción bailable que se titula Brasil. En 2014 el tema es elegido para integrar la banda de sonido del videojuego FIFA 15.

## Lista de canciones
Todos los temas compuestos por Santé Les Amis:

| Sudamericana |                                   |          |  |
| N.º          | Título                            | Duración |  |
| 1.           | «El rayo, el trueno y el silbido» | 04:04    |  |
| 2.           | «The byte of love»                | 05:06    |  |
| 3.           | «Brasil»                          | 03:44    |  |
| 4.           | «Huracán»                         | 03:13    |  |
| 5.           | «Robot»                           | 02:55    |  |
| 6.           | «El último verano»                | 05:28    |  |
| 7.           | «The road»                        | 03:25    |  |
| 8.           | «She gets me excited»             | 03:36    |  |
| 9.           | «Dormido»                         | 03:14    |  |
| 10.          | «Black rain»                      | 03:56    |  |